# Namisindwa (district)
Namisindwa is een district in het oosten van Oeganda. Hoofdstad van het district is de stad Bupoto. Het district telde in 2015 naar schatting 204.300 inwoners op een oppervlakte van 299 km². In 2020 was dat naar schatting al opgelopen tot 231.500 inwoners. Het district telt drie steden (towns): Bupoto, Lwakhakha en Namisindwa.
Het district werd opgericht in 2017 na afsplitsing van het district Manafwa en grenst aan Kenia. Het landschap is er heuvelachtig en de landbouwgronden zijn onderhevig aan bodemerosie. Door het district loopt de autoweg tussen Bumbobi, Bubulo en Lwakhakha.